# 高光

一幅计算机生成图像中的高光例子（来自《大象之梦》）。图中，明亮背景里的光渗入了墙壁和角色等黑暗区域内。

高光（英語：Bloom、或），是用于视频游戏、演示动画和高动态光照渲染（HDR）中的一种计算机图形效果，用于仿造真实摄像机的物体成像。该效果会在高亮度物体周围产生条纹或羽毛状的光芒，以模糊图像细节。简单而言，如果物体背光，从第三人称观察，光线会表现得更加真实，并在某种程度上与遮挡物体产生交叠。

## 原理
在现实世界中，透镜无法完美聚焦是高光的物理成因；理想透镜也会在成像时由于衍射而产生艾里斑。通常情况下难以察觉这些不完美的瑕疵，除非有强烈亮光源存在：这时，图像中的亮光部分会渗出其真实边界。